# Julian (Californië)
Julian is een plaats (census-designated place) in de Amerikaanse staat Californië, en valt bestuurlijk gezien onder San Diego County.

## Geschiedenis
De oorspronkelijke bewoners van de streek zijn de Kumeyaay indianen. In 1869 werden ter plaatse wat goudkorrels gevonden, waarna in 1870 het stadje werd gesticht door oorlogsveteranen uit Georgia. Ook bevrijde slaven vestigden zich er. Zij waren voor een bestaan aangewezen op eigen ondernemerschap, maar zij en de ex-geconfedereerde soldaten leefden hier vreedzaam samen.

## Demografie
Bij de volkstelling in 2000 werd het aantal inwoners vastgesteld op 1621.

## Geografie
Volgens het United States Census Bureau beslaat de plaats een oppervlakte van
20,5 km², geheel bestaande uit land. Julian ligt op ongeveer 1313 m boven zeeniveau.

## Cultuur
Julian staat bekend om z'n 'Dutch apple pie'.

## Plaatsen in de nabije omgeving
De onderstaande figuur toont nabijgelegen plaatsen in een straal van 40 km rond Julian.